# Gustavo León González
Gustavo G. León González (La Colorada, Estado de Sonora, México, 13 de noviembre de 1899 - 25 de septiembre de 1982) fue un aviador militar mexicano.
Se graduó de teniente como piloto aviador en la Escuela Militar de Aviación (EMA), el 1 de octubre de 1920. Estuvo en campaña en numerosos estados de la República Mexicana, apoyando los bombarderos Farman F.50 con el Escuadrón de Observación y Bombardeo y ascendió a capitán por méritos en campaña. Fue jefe del Escuadrón de Caza y ayudante del jefe de instructores de la EMA.

## Carrera
Como comandante del Escuadrón de Caza, participó en la Guerra Cristera y luego contra la rebelión de los nativos y en Sonora. Ascendió a mayor y a teniente coronel por méritos en campaña.
En 1928 hizo un vuelo con el sesquiplano Azcárate O-E-1, construido por Juan Francisco Azcárate Pino en México, con el que visitó casi todas las capitales de los estados de la República, llevando como mecánico y compañero al subteniente Ricardo González Figueroa, el teniente P. A. Gustavo G. León emprendió a bordo del avión de construcción nacional "Sesquiplano Azcárate" el primer vuelo de circunvalación por la República Mexicana. Estos vuelos tuvieron por objeto demostrar las cualidades de esta máquina diseñada en México y promover la aviación. Gustavo León inicia el viaje el 4 de octubre de 1928 y lo completa exitosamente, el 18 de diciembre del mismo año tras seguir la ruta Balbuena-Morelia-Colima-Guadalajara-Mazatlán-Culiacán-Ortiz-Hermosillo-Mexicali-Nogales-El Paso-Chihuahua-Durango-Torreón-Monterrey-San Luis Potosí-Aguascalientes-León-Querétaro-Pachuca-Veracruz-Villahermosa-Cd del Carmen-Mérida-Campeche-San Cristóbal-Tuxtla Gutiérrez-Ixtepec-Oaxaca-Balbuena; el recorrido fue de 10.900[km] y lo realizó en 75 horas de vuelo.

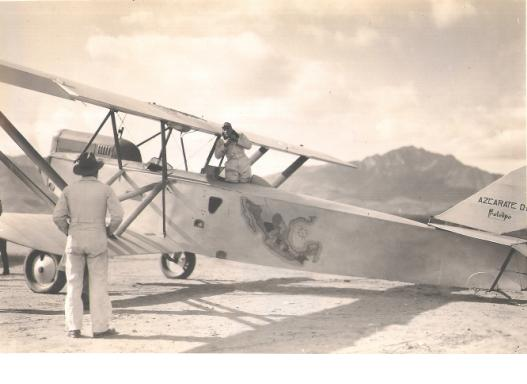
Piloto Aviador Gustavo G. León

León González tomó parte en la guerra originada por la rebelión de Escobar, a cuyo final ascendió a la jerarquía de coronel por méritos de guerra.
Tiempo después, a través de un informe emitido por el coronel Gustavo León González al Jefe del 1.º Regimiento Aéreo, el coronel Alfredo Lezama Álvarez, con fecha del 3 de septiembre de 1931, informó sobre el recorrido efectuado por el Primer Regimiento Aéreo, a través de la República y con motivo de su visita a Huatabampo. Son para hacer honores al difunto general de división Álvaro Obregón. Es importante señalar que este recorrido se trató del primer vuelo en que la fuerza aérea operó en forma independiente al Ejército, a través de un Escuadrón que voló en formación al mando de un Piloto Aviador como su Comandante. Como dato anecdótico, tras la primera o segunda parada durante el recorrido, el coronel Gustavo León González, quien lideraba el escuadrón, presentó problemas digestivos lo que le impidió continuar al frente del mismo, por lo que le solicitó al mayor Alfonso Cruz Rivera continuar con el trayecto. Después de haber recorrido parte del viaje y acorde al programa de vuelo, días después se volvieron a encontrar y el coronel Gustavo León González retomó el mando del escuadrón continuando con el recorrido a través de la República. Por su participación en dicho vuelo, el mayor Cruz Rivera fue objeto de una Mención Honorífica.
Posteriormente fue comandante del 2.º Regimiento Aéreo, con el que participó en la intensa búsqueda del avión español "Cuatro Vientos", por lo que fue condecorado por el comandante Ramón Franco Ramírez. Luego fue subdirector de Aeronáutica Militar y después comandante del 2.º Regimiento Aéreo. Fue director de la Escuela "Cinco de Mayo", en el estado de Puebla, y más tarde desempeñó varios cargos en la Secretaría de la Defensa Nacional. Ascendió a general de división el 16 de noviembre de 1952. Durante 1955 el general Gustavo G. León González recibió la condecoración "Cruz de Guerra" al igual que sus compañeros el general Luis Farell Cubillas, el general Alfonso Cruz Rivera y Grab. David J. Borja Guajardo. La "Cruz de Guerra" les fue otorgada en virtud de su destacada participación en campañas revolucionarias de los años veinte, en diversas acciones de guerra y hechos de armas. En mayo de 1972, pasó a retiro. Murió en la Ciudad de México el 25 de septiembre de 1982. Tenía numerosas condecoraciones llamadas el proyecto de Iguala, entre ellas la Cruz Al Mérito Militar de España. En reconocimiento a su labor como pionero de la aviación en México, la Fuerza Aérea Mexicana le dio su nombre a la base militar en Acapulco, Guerrero.

## Algunos compañeros de armas
| - Pablo Sidar - Roberto Fierro Villalobos - Luis Farell Cubillas - Alfonso Cruz Rivera - Ismael Aduna - Emilio Carranza - Luis Boyer - Arturo Jiménez Nieto - Antonio Cárdenas Rodríguez - Carlos Rovirosa - Rodolfo Torres Rico - Manuel Robles Monterrubio - Rafael Montero Ramos - Ralph O'Neill - Fritz Bieler - Rafael Ponce de León | - Alfredo Lezema Álvarez - Eliseo Martín del Campo - Guillermo Monroy - Manuel Solís - Julián Nava Salinas - Francisco Espejel - Alberto Vieytez - Ricardo Díaz Gonzáles - Luis Rojas - Samuel Carlos Rojas - Manuel Robles Monterrubio - Adán Gálvez Pérez - Francisco Murillo Torres - Luis Caso Landa - Humberto Brutini | - Juan Gutiérrez - Carlos Cristiani - Carlos Rovirosa - José Zertuche - David Chagoya - Jesús Ulloa - Juan Carmona - Adán Gálvez Pérez - Fernando Aveliono - Alfonso Cruz Rivera - Miguel Colorado - Cupido Flores - Feliciano Flores - Fernando Proal |